# 尾崎海水浴場
尾崎海水浴場（おざきかいすいよくじょう）は、兵庫県淡路市尾崎にある海水浴場。
淡路島の西海岸、淡路市の南西部に位置し、尾崎漁港のすぐ近くにある遠浅の人工湾で、播磨灘から吹き込む風が心地よい静かな海水浴場。
長さ150mほどの小さな浜辺だが、遠浅になっているため、波が弱く、子供連れにも人気。

## 施設
- 更衣室：無料
- シャワー（冷水）：無料
- コインロッカー：無料[2]

## アクセス
- 神戸淡路鳴門自動車道 北淡ICから車で10分
- 尾崎バス停（あわ神あわ姫バス）から徒歩3分